# Larry Livermore
Pour les articles homonymes, voir Livermore (homonymie).
Larry Livermore (né Lawrence Hayes le 28 octobre 1947 à Détroit) est un musicien, producteur et journaliste musical américain. Il est surtout connu comme le fondateur de Lookout! Records.
Il a aussi fondé le groupe The Lookouts avec un batteur de 12 ans nommé Tré Cool qui allait plus tard rejoindre Green Day. Il a aussi participé comme éditorialiste au magazine punk Maximumrocknroll, entre 1987 et 1994.